# 橘家圓蔵のハッピーカムカム
橘家圓蔵のハッピーカムカム（たちばなやえんぞうのハッピーカムカム）は、かつてニッポン放送の平日夕方の時間帯で放送されていたラジオ番組。パーソナリティは落語家の橘家圓蔵（8代目）。放送期間は1974年4月8日から1987年4月3日まで。

## 放送時間
| 期間       | 期間       | 放送時間（JST）                   |
| ---------- | ---------- | --------------------------------- |
| 1974.04.08 | 1975.04.04 | 月曜 - 金曜 15:30 - 17:00（90分） |
| 1975.04.07 | 1975.10.03 | 月曜 - 金曜 15:30 - 16:45（75分） |
| 1975.10.06 | 1976.10.01 | 月曜 - 金曜 16:00 - 16:45（45分） |
| 1976.10.04 | 1987.04.03 | 月曜 - 金曜 16:00 - 17:00（60分） |

## 出演者
- パーソナリティ:
  - 橘家圓蔵（8代目。もと5代目月の家圓鏡）
  - 研ナオコ（1974年4月8日 - 1975年4月4日）

## 概要
当番組のパーソナリティを務めた橘家圓蔵は月の家円鏡の名跡時代、1960年代から1970年代に掛けて放送していた ニッポン放送の名物番組『談志・円鏡歌謡合戦』で立川談志との絶妙な掛け合いで注目を集め、ニッポン放送と縁の深い存在であった。
番組の開始当初は月の家円鏡と歌手・タレントの研ナオコがパーソナリティを務め、『円鏡・研ナオコショー ハッピーカムカム』の番組タイトルで開始した。1975年4月4日、研ナオコが降板した為、1975年4月7日より『円鏡ショー ハッピーカムカム』に番組タイトルを変更。番組の終了時刻が16時45分となった。
1975年10月6日より開始時刻が16時に変更した後、1976年10月4日からは番組タイトルが『月の家円鏡のハッピーカムカム』となり、これ以降は主に主婦のリスナーをスタジオに招待して番組を進行するスタイルに変わり、終了時刻は17時に再び変更した。番組開始時刻となる16時の時報直後に招待された主婦の一人が「○○（主婦グループの住んでいる市町村）から来ました○○（代表して読み上げている本人の名前）です。圓蔵のハッピーカムカム、今日も聞いてね！」と番組冒頭で読み上げるのが定番となり、番組の合間に流す曲の紹介とリスナー参加型のゲーム「ハッピーあみだくじ」のコーナーで、商品名の紹介をスタジオに招かれた主婦が行なっていた。
円鏡の8代目「橘家圓蔵」襲名により、1982年10月4日から『橘家圓蔵のハッピーカムカム』に番組タイトルが変更される。1987年4月3日を以て、13年 続いた番組は終了。後番組は笑福亭鶴光がパーソナリティを務めた平日帯 夕方ワイド番組『鶴光の噂のゴールデンアワー』。
1968年9月2日に開始した『円鏡の歌謡曲ドンドン』以来、約19年間の長期間に及んだニッポン放送での平日夕方のワイド番組に終止符が打たれる形となったが、1987年4月6日より平日午後12時から1時間のワイド番組『圓蔵のお昼だヨイショ!』が開始。番組枠を平日夕方から平日昼に移動して、橘家圓蔵がパーソナリティを務めた。

## 内包番組
（）

### 1974年4月 -
- 交通ニュース
- 円鏡の歌謡一直線[注釈 3][注釈 4][注釈 5]

- 交通ニュース

### 1974年10月 -
- モシモシショッピング
- 交通ニュース
- 円鏡の歌謡一直線
- 交通ニュース

### 1975年4月 -
- モシモシショッピング
- 交通ニュース
- 円鏡の歌謡一直線

### 1975年10月 -
- 交通ニュース
- 円鏡の歌謡一直線

### 1976年10月 -
- ニュース
- 円鏡のオレは江戸ッ子ダイ
- 交通情報
- 円鏡の歌謡一直線
- 交通情報

### 1978年4月 -
- ニュース・天気予報
- 円鏡のオレは江戸ッ子ダイ
- 首都圏ハイウェイ情報
- 円鏡の歌謡一直線
- 首都圏ハイウェイ情報・交通情報

### 1982年10月 -
- ニュース・天気予報
- 圓蔵のオレは江戸ッ子ダイ
- 首都圏ハイウェイ情報
- 圓蔵の歌謡一直線
- 首都圏ハイウェイ情報・交通情報

### 1983年4月 -
- ニュース・天気予報
- 圓蔵のオレは江戸ッ子ダイ
- 首都圏ハイウェイ情報
- 圓蔵の歌謡一直線
- 圓蔵の体で勝負!
- 首都圏ハイウェイ情報・交通情報

### 1983年10月 -
- ニュース・天気予報
- 圓蔵のハッピーあみだクジ[注釈 6][注釈 7]
- 首都圏ハイウェイ情報
- 圓蔵の歌謡一直線
- 圓蔵の体で勝負!
- 首都圏ハイウェイ情報・交通情報

### 1985年4月 -
- ニュース・天気予報
- 圓蔵のハッピーあみだクジ
- 首都圏ハイウェイ情報
- 圓蔵の歌謡一直線
- ショウアップナイタープレイボール
- 首都圏ハイウェイ情報・交通情報

### 1985年10月 -
- ニュース・天気予報
- 圓蔵のハッピーあみだクジ
- 首都圏ハイウェイ情報
- 圓蔵の歌謡一直線
- 圓蔵の笑いで勝負!
- 首都圏ハイウェイ情報・交通情報

### 1986年4月 -
- ニュース・天気予報
- 圓蔵のハッピーあみだクジ
- 首都圏ハイウェイ情報
- 圓蔵の歌謡一直線
- ショウアップナイタープレイボール!
- 圓蔵の笑いで勝負!
- 首都圏ハイウェイ情報・交通情報

### 1986年10月 -
- ニュース・天気予報
- 圓蔵のハッピーあみだクジ
- 首都圏ハイウェイ情報
- 圓蔵の歌謡一直線
- 圓蔵の笑いで勝負!
- 首都圏ハイウェイ情報・交通情報